# Ricardo Lagos
Ricardo Froilán Lagos Escobar (2 de març de 1938) és un advocat, economista, acadèmic i polític xilè. Va ser President de Xile des de l'11 de març de 2000 fins a l'11 de març de 2006, quan Michelle Bachelet assumeix el càrrec.
Durant la dècada de 1980 va tenir una destacada labor en l'àmbit acadèmic i diplomàtic, a més de ser un dels més destacats opositors al govern militar d'Augusto Pinochet. Va sorprendre els contemporanis el 1988 en denunciar obertament el dictador Augusto Pinochet a la televisió en directe.
Va exercir com a ministre d'Educació de 1990 a 1992 i ministre de Foment de 1994 a 1998 sota el president Eduardo Frei Ruiz-Tagle abans de guanyar per poc les eleccions presidencials de 1999-2000 en una segona volta contra el candidat de la Unió Demòcrata Independent (UDI) Joaquín Lavín. Lagos va ser el tercer president de la Coalició de Partits per la Democràcia de centreesquerra que governava Xile des del 1990.
Va ser succeït l'11 de març de 2006 per la socialista Michelle Bachelet, de la mateixa coalició. Del 2007 al 2010 va exercir com a enviat especial sobre el canvi climàtic del secretari general de les Nacions Unides, Ban Ki-moon. Lagos va fer una candidatura infructuosa per optar a la presidència a les eleccions generals xilenes del 2017.